# Брегенцский лес
Брегенцский лес (нем. Bregenzer Wald), Брегенцервальд — название гористой местности (области) в северном Форарльберге, в федеральной земле Австрийской республики, которая принадлежит к группе Форарльбергских и Альгауских Альп. 
В словаре «Страны мира», от 1998 года, указано что Брегенцервальд, покрытые лугами нижние участки лесистых склонов северной части Форарльбергских Альп, между озером Констанца и перевалом Арльберг в западной Австрии. С 1994 года, район Брегенцервальд находится в предварительном списке всемирного наследия ЮНЕСКО, за № 27.

## История

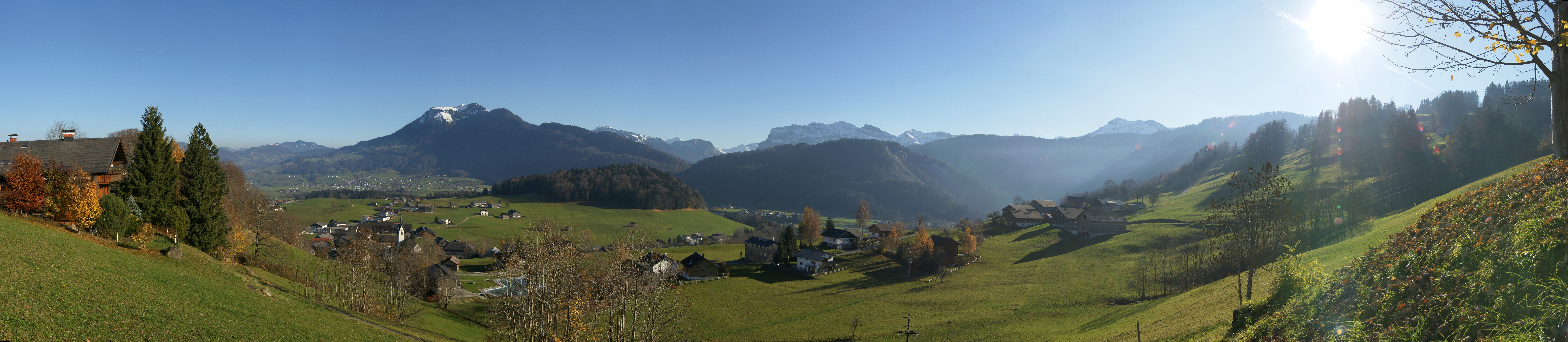
Панорама (вид) со Шварценберга на часть Брегенцервальда.

В Брегенцервальде берёт начало река Иллер (Iller), правый приток Дуная.
С V века до нашей эры в этих местах, на завоёванной германской земле, жили кельты. В 15 году до нашей эры римляне завоевали эту местность, названною в будущем Винделицией, и построили укреплённый, стратегически важный лагерь Бригантиум (Brigantium), для контроля прохода через Брегенцский лес, Брегенцское ущелье и горы (отроги Альп) в другие германские земли. В 259 году лагерь захватчиков был разорён алеманами, однако окончательно алеманы осели на берегах Бригантинского озера приблизительно лишь через 200 лет.
На 1891 год северная часть Брегенцервальда была богата плодовыми садами, лугами и лесами. В административном отношении Брегенцский лес образовывал особый округ, в котором проживало 15 420 жителей обоего полу коронной земли (кронланд) Форарльберг, Австро-Венгерской монархии. Народонаселение принадлежало к алеманнскому племени и исповедовало католическую веру. Главным предметом занятий жителей округа было скотоводство. Наиболее значительные местности Брегенцервальда: Альбертвенде, Гиттисау, Шварценберг и Бецау. На 1891 год в Брегенцском лесу было весьма мало проезжих и почтовых дорог.
Немецкий ландшафтный живописец Адольф Обермюльнер запечатлел в своей картине (пейзаже) данную местность альпийской природы.
Жители Брегенцвальда часто делят леса Брегенца на две основные части:
- Фордервальд («передний лес»);
- Хинтервальд («внутренний лес»).

Современные жители Брегенцальда работают в сферах туризма (одним из лучших горнолыжных курортов считается Альбершвенде), сельского хозяйства и деревообрабатывающей промышленности. Через территорию Брегенцервальда проходит автотрасса федерального значения — автомагистраль B200.
Главным городом (столицей) Брегенцервальд, по историческим причинам, считается Бецау, хотя Эгг, а также поселения Альбертвенде и Андельсбух более многочисленны по численности проживающего в них населения.